# Grzegorz Aleksandrowicz
Grzegorz Aleksandrowicz (ur. 19 lipca 1914 w Nagórzance, zm. 6 lutego 1985 w Warszawie) – polski dziennikarz, działacz sportowy i sędzia piłkarski.

## Dziennikarz
Jako student Wyższej Szkoły Dziennikarskiej w Warszawie pisał teksty dla dziennika "Ostatnie wiadomości". W latach 1938–1939 pracował w tygodniku "Start". Po II wojnie światowej był redaktorem tygodnika sportowego "Echa Stadionu" (1945-1946) i równocześnie redaktorem technicznym, a następnie sekretarzem redakcji warszawskiego "Kuriera Codziennego". Od lipca 1953 do sierpnia 1975 był dziennikarzem "Przeglądu Sportowego, m.in. jako sekretarz redakcji i kierownik działu piłkarskiego. Od 1956 do 1970 był także redaktorem naczelnym ukazującej się wówczas jako miesięcznik "Piłki Nożnej".

## Działacz i sędzia
Od 1936 był sędzią piłkarskim. W czasie okupacji niemieckiej był jednym z organizatorów konspiracyjnych rozgrywek piłkarskich w Warszawie. Po II wojnie światowej działał w Warszawskim Okręgowym Związku Piłki Nożnej. Od 1948 był sędzią ligowym. Jako pierwszy Polak sędziował mecz w eliminacjach Mistrzostw Świata w piłce nożnej – 6 września 1953 w Sofii pomiędzy Bułgarią i Czechosłowacją. W lutym 1953 został przewodniczącym Kolegium Sędziów Sekcji Piłki Nożnej Głównego Komitetu Kultury Fizycznej. Funkcję tę pełnił do 22 września 1956. Od lutego 1958 do lutego 1961 był członkiem prezydium zarządu Polskiego Związki Piłki Nożnej. W 1976 został honorowym członkiem PZPN. Zmarł 6 lutego 1985 i został pochowany na cmentarzu Bródnowskim w Warszawie Sektor 81B Rząd 6 Numer 8.

## Publikacje
- Wielki finał czyli Opowieść o drodze polskich piłkarzy do złotego medalu olimpijskiego (1974) (współautor)
- Piłkarskie asy (1976) (współautor)
- Moja przygoda z piłką i gwizdkiem (1984)
- 12 razy o prymat na świecie (1985)

## Odznaczenia i nagrody
- Srebrny Krzyż Zasługi (1946)
- Złoty Krzyż Zasługi (14 września 1946, uchwałą Prezydium Krajowej Rady Narodowej za zasługi na polu krzewienia kultury fizycznej i sportu, w związku z 25-leciem pracy Okręgowego Warszawskiego Polskiego Związku Piłki Nożnej[2], 1961)
- Krzyż Kawalerski Orderu Odrodzenia Polski (1971)
- Odznaka Zasłużony Działacz Kultury Fizycznej (legitymacja nr 1 – 22 lipca 1953)
- dyplom honorowy Międzynarodowego Komitetu Fair Play przy UNESCO za całokształt działalności (1978[3])